# St. Georg (Eisdorf)

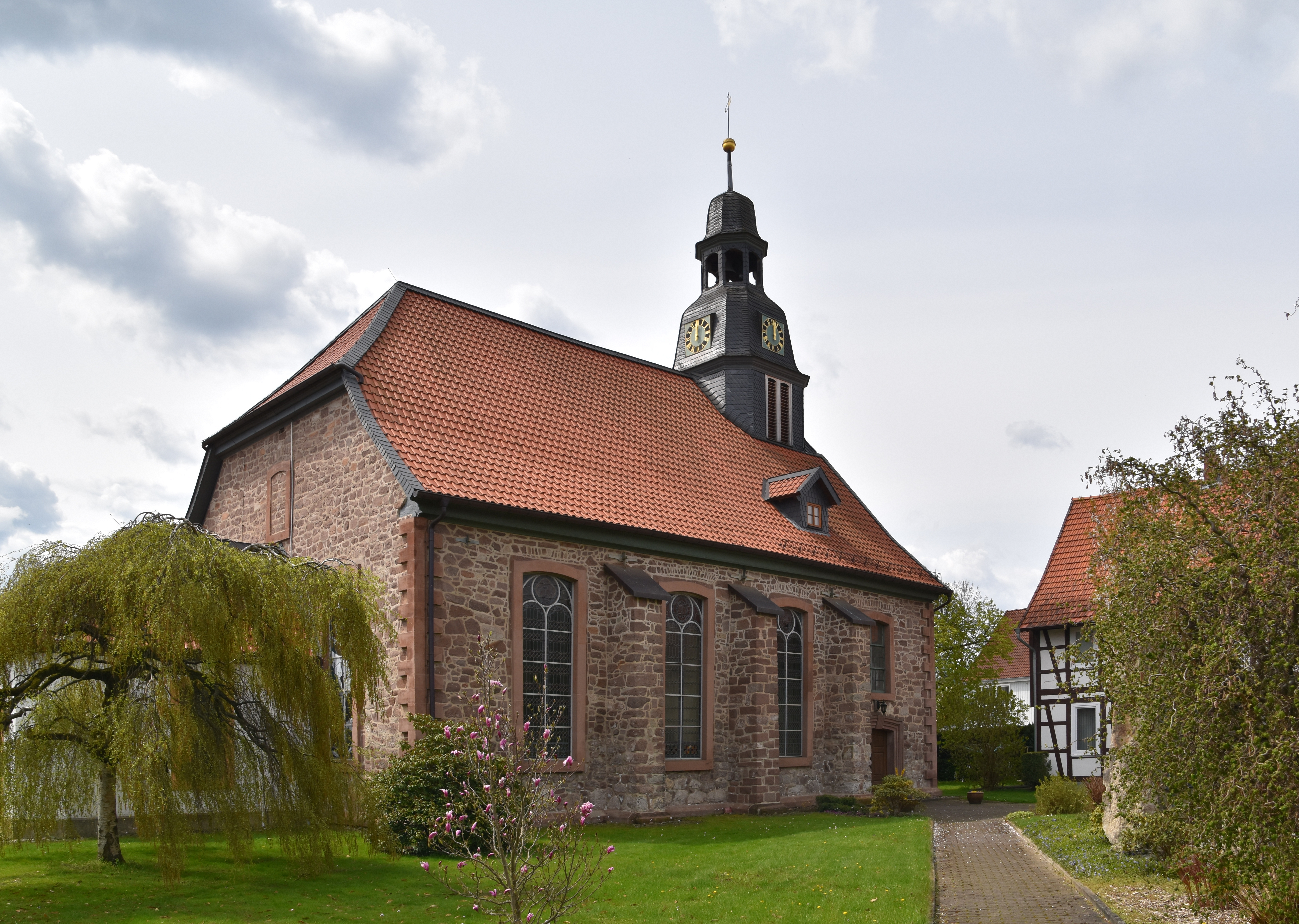
St. Georg

Die evangelisch-lutherische Kirche St. Georg steht in Eisdorf, einem Ortsteil der Gemeinde Bad Grund im Landkreis Göttingen in Niedersachsen. Die Kirchengemeinde gehört zum Kirchenkreis Harzer Land im Sprengel Hildesheim-Göttingen der Evangelisch-lutherischen Landeskirche Hannovers.

## Beschreibung
Die um 1590 errichtete Fachwerkkirche wurde nach der Zerstörung von 1626 zunächst mit bescheidenen Mitteln wieder aufgebaut. Der heutige Massivbau aus Bruchsteinen stammt aus dem Jahr 1772. Die Sakristei wurde erst im 19. Jahrhundert angebaut. Die Seitenwände des Kirchenschiffs werden von Strebepfeilern gestützt. Aus dem Satteldach der Saalkirche, das im Osten einen Krüppelwalm hat, erhebt sich im Westen ein schiefergedeckter Dachreiter, in dem der Glockenstuhl untergebracht ist, in dem zwei Kirchenglocken hängen. Die ältere wurde 1923 von der Radlerschen Glockengießerei, die jüngere wurde 1950 gegossen. Der Dachreiter ist mit einer offenen Laterne bedeckt, in dem die von J. F. Weule 1920 gegossenen Schlagglocken hängen, von dem auch die Turmuhr stammt.
Der Innenraum ist mit einem verputzten, hölzernen Tonnengewölbe überspannt. Die Emporen befinden sich an der Süd-, Nord- und Westseite. Im Westen ist darüber zusätzlich eine Orgelempore. Die Orgel mit 19 Registern, verteilt auf zwei Manuale und ein Pedal, wurde 1906 von P. Furtwängler & Hammer gebaut. Sie ersetzte die 1842 von Johann Andreas Engelhardt gebaute Orgel. Zur Kirchenausstattung gehört ein klassizistischer Kanzelaltar. Die beiden Fenster im Chor beiderseits des Altars an der Ostwand wurden 1996 durch Norbert Labenz gestaltet.